# Christer Fåhraeus
Lars Christer Fredrik Fåhræus, född 15 maj 1965 i Uppsala, är en svensk uppfinnare och entreprenör verksam inom IT- och läkemedelsområdena.
Christer Fåhraeus, som är uppvuxen i Linköping, gjorde värnplikten vid Tolkskolan. Efter drygt två års studier i matematik, fysik och teknisk fysik vid Lunds universitet/LTH övergick han till läkarlinjen. Efter fem terminer på läkarlinjen började han doktorera i neurofysiologi med inriktning på neurala nätverk och matematiska modeller för inlärning i nervsystemet. Under doktorandtiden startade han företaget Cellavision AB (1994), grundat på idén att använda artificiella neurala nätverk för att automatiskt klassificera vita blodceller, och senare också Anoto Group AB (1996). Efter slutförda forskarstudier avlade han doktorsexamen i fysiologi. Fåhraeus fick 1991, direkt efter starten på sina forskarstudier, ett Graduate Scholarship till UCSD där han avlade civilingenjörsexamen (MS) i Bioengineering (1992-1994). I San Diego läste han bland annat alla kurser i Neurocomputing som erbjöds. Fåhraeus har också en kandidatexamen i matematik. 
Christer Fåhraeus promoverades i maj 2002 till teknologie hedersdoktor vid Lunds Tekniska Högskola, som en av de yngsta promovendi någonsin.
Den 14/2 2022 meddelade nyhetstjänsten Rapidus grundare och ägare att han sålt verksamheten till Christer Fåhreus.

## Utmärkelser och ledamotskap
- Ledamot av Vetenskapssocieteten i Lund (LVSL, 2019)[4]